# Perioche
Eine Perioche (altgriechisch περιοχή, lateinisch periocha „Umfassen“) ist eine Inhaltsangabe oder Kurzfassung; der Begriff wird meist im Zusammenhang mit einem Theaterstück verwendet.

## Geschichte
Ursprünglich wurde der Begriff Perioche von antiken Botanikern verwendet. Theophrast († um 287 v. Chr.) kennt das Wort schon. Es geht seit dem 2. Jahrhundert n. Chr. in die Literatur- und Rhetorikgeschichte über, etwa als Handlungszusammenfassung für  Terenz-Komödien. In der Frühen Neuzeit wird Perioche als gedrucktes Programmheft verstanden, zum vereinfachten Verständnis von Schul- und Ordensdramen, die lateinisch verfasst und vorgetragen wurden. Erste Beispiele von diesen barocken Periochen stammen aus dem Umfeld der Inszenierungen von Jesuiten in München (1597), Innsbruck (1606), Wien (1611) und Luzern (1615). Zu dieser Zeit waren Benediktiner in Salzburg als Theatermacher sehr aktiv; die erste Perioche aus diesem Kreist ist 1620 belegt, und zwar zum Drama Palladem captivam et redemtam exhibens.

## Formale Charakteristika
Periochen sind entweder recht kurz (4–7 Seiten lang), können aber auch den Gesamttext eines Stückes umfassen. Im 18. Jahrhundert wurde das Oktavformat bevorzugt. Farbe und Ausstattung des Einbandes variieren stark, je nach gesellschaftlichem Anlass oder dem Kontext der Aufführung. Auch Sponsoren oder zu Ehrende spielten dabei eine Rolle. Meist enthält eine Perioche, sei sie lateinisch oder deutsch verfasst, die folgenden Angaben: Titelblatt, Anlass, Datum des Druckes und Angaben zum Drucker selbst. Darüber hinaus war eine Widmung und das Datum der Aufführung wichtig. Weiters kann ein Argumentum beigefügt werden: Damit ist entweder eine Zusammenfassung der Handlung oder ein Verweis auf historische bzw. hagiographische Zusammenhänge gemeint. Ebenso ist der moralische Lehrinhalt des Stücks zu nennen, in manchen Fällen auch eine Quellenangabe. Die Perioche kann auch ein Szenarium mit Einbezug der Musikeinlagen enthalten. In manchen sind Erklärungen zu den Pantomimen und Tanzszenen enthalten, wobei Darstellende namentlich genannt werden können. Darstellerverzeichnisse sind besonders im höfischen oder gesellschaftliche höher stehenden Kontext bekannt. Obwohl die Angaben zum Komponisten und den Musikern sehr weit verbreitet sind, wird der Verfasser des Textes oft nicht genannt. Dieser war meist der lokale pater comicus, das ist der Ordensmann, der als Texter und Regisseur zugleich wirkte. In vielen Archivbeständen ist ein Hinweis zum Textverfasser handschriftlich vermerkt. Angaben zum Bühnenbild und Regieanweisungen sind selten.